# Dead Cert
Pour plus de détails, voir Fiche technique et Distribution.
Dead Cert est un film britannique réalisé par Tony Richardson, sorti en 1974.

## Fiche technique
- Titre : Dead Cert
- Réalisation : Tony Richardson
- Scénario : Tony Richardson et John Oaksey d'après le roman de Dick Francis
- Montage : John Glen
- Musique : John Addison
- Pays d'origine :  Royaume-Uni
- Format : Couleurs - Mono
- Genre : Film dramatique, thriller
- Durée : 99 minutes (1 h 39)
- Dates de sortie : 
  -  Royaume-Uni : 9 mai 1974
  -  Irlande : 6 septembre 1974
  -  Suède : 7 octobre 1974
  -  Japon : 23 novembre 1974

## Distribution
- Scott Antony : Alan York
- Judi Dench : Laura Davidson
- Michael Williams (en) : Sandy Mason
- Nina Thomas : Penny Brocker
- Julian Glover : Lodge
- Mark Dignam : Clifford Tudor
- Sean Lynch : Sid